# Beth Fornas Dos-Santos
Beth Fornas Dos-Santos   (Barcelona, 1973) és una escultora catalana instal·lada al Maresme, on compagina la pràctica escultòrica amb la docència. De sòlida formació acadèmica, s'ha dedicat a l'escultura, servint-se dels seus coneixements en ceràmica per tractar la matèria amb singularitat i combinar-la en formes escultòriques properes a una poesia material i natural. Ferro, ceràmica i fragments de natura, triats amb cura i intuïció per l'artista en paisatges de tota Catalunya, es fonen en la seva mirada i es transformen en les seves obres. Amb un estil personal i íntim, la seva obra evoluciona cap a formes naturals i integra en l'art l'harmonia dels paisatges, dels naturals i dels interiors.

## Formació
Llicenciada en Belles Arts, en l'especialitat d'escultura, per la Universitat de Barcelona, Beth Fornas ha obert els seus horitzons amb una formació completa a l'Escola Massana, triant la ceràmica com a especialitat en el marc de la titulació de tècnica superior en arts plàstiques i disseny, que l'ha dotada d'una sensibilitat particular per al tractament de materials i per a la incorporació de textures noves en les seves creacions. Graduada, també, en Arts Aplicades i Oficis Artístics, l'escultora s'ha esmerçat en la perfecció tècnica i en la recerca constant de tècniques creatives per tal d'enriquir les seves obres. El resultat és una producció plena de matisos, evolutiva i vital, que no renuncia a la qualitat i que troba referents en tècniques i materials ben diversos, sempre amb el denominador comú de la simplicitat formal.
La influència d'un Chillida primerenc, palpable en les textures i la tonalitat del ferro, i l'admiració per Anish Kapoor, més enllà de les formes, en el rerefons i l'essència conceptual de les seves obres, es combinen en una escultura pura i eloqüent, amb força arquitectònica i polifacètica.

## Obra

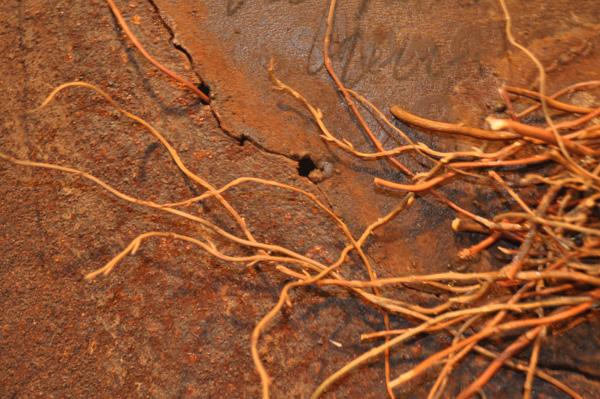
Integració

Els inicis de l'obra de Beth Fornas es troben en la ceràmica. L'evolució tècnica i el creixement personal aviat la porten a transformar la seva producció, sense abandonar el treball de la ceràmica, però introduint-hi variacions, de forma i de textures. Un tractament personal i singular de la matèria, combinat amb tècniques diversificades i estudiades, s'han convertit en constants de l'obra de l'artista. El resultat ha estat una interessant producció, amb caràcter propi. Premiada en diverses ocasions, la seva obra traça ponts de diàleg amb l'ànima i apropa la visió del món de l'escultora.
Formes angulars, arquitectònicament sòlides, bastides en ferro i metamorfosades pels colors i la textura de la ceràmica, i sovint tocades pel grafisme de les paraules, marcaren una important etapa en la producció de Fornas. Amb l'exposició “Esperit i matèria” (Mataró, 2012), però, l'artista palesà una evolució en la seva producció. Els elements naturals, recopilats per l'artista en diferents punts de la geografia catalana, s'integren ara en noves formes més orgàniques i pures, en simbiosi amb les tècniques que han esdevingut eix vertebrador de la seva producció. El resultat és una mirada renovellada, de la matèria i de l'ànima, on la pedra nuada, les branques, la fusta, prenen paraula i silenci i evoquen puresa, admiració per la dimensió natural —de l'entorn i de l'ésser—, desig i cicles vitals.

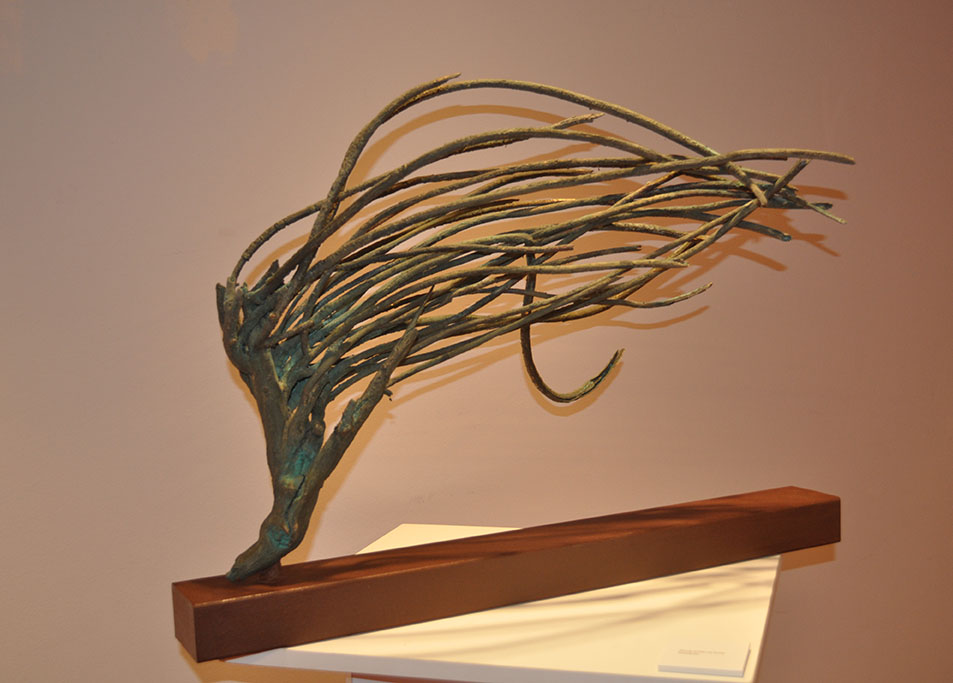
Esperit i matèria